# زمن حقيقي

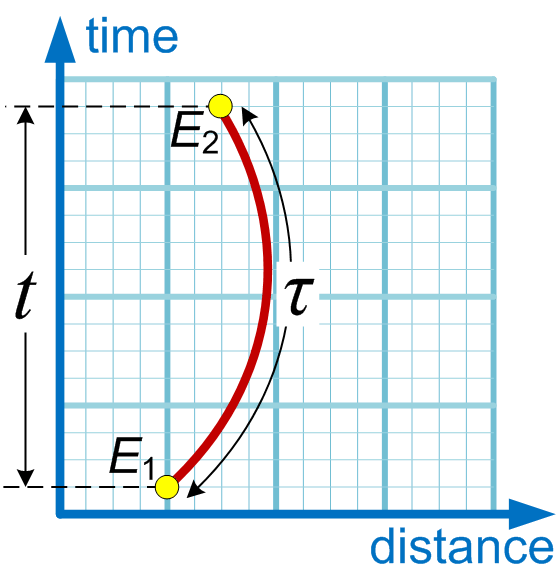

الزمن الحقيقي أو الزمن المُحَقَّق على طول خط العالم المماثل للوقت، في النسبية، هو الوقت المقيس حسب الساعة التي تتبع هذا الخط. فهو مستقل عن الإحداثيات. وفترة الزمن الحقيقي بين حدثين على خط العالم هي التغير في الزمن المناسب. ومفارقة التوأم مثال له.